# Hồ Sỹ Niêm
Hồ Sỹ Niêm (sinh năm 1962) là một tướng lĩnh Công an nhân dân Việt Nam, hàm Thiếu tướng. Nguyên là Phó Cục trưởng Cục Cảnh sát hình sự (Việt Nam).

## Tiểu sử
Hồ Sỹ Niêm là đảng viên Đảng Cộng sản Việt Nam. Ông có trình độ Cao cấp lí luận chính trị
Trước tháng 9 năm 2020, ông được Chủ tịch nước Cộng hòa xã hội chủ nghĩa Việt Nam Nguyễn Phú Trọng phong quân hàm Thiếu tướng Công an nhân dân Việt Nam.

## Lịch sử thụ phong quân hàm
| Năm thụ phong | –      | 2020        |
| ------------- | ------ | ----------- |
| Quân hàm      |        |             |
| Cấp bậc       | Đại tá | Thiếu tướng |